# Pałac w Potštejnie
Pałac w Potštejnie – barokowy pałac znajdujący się centrum miejscowości Potštejn w Czechach (kraj hradecki).

## Historia

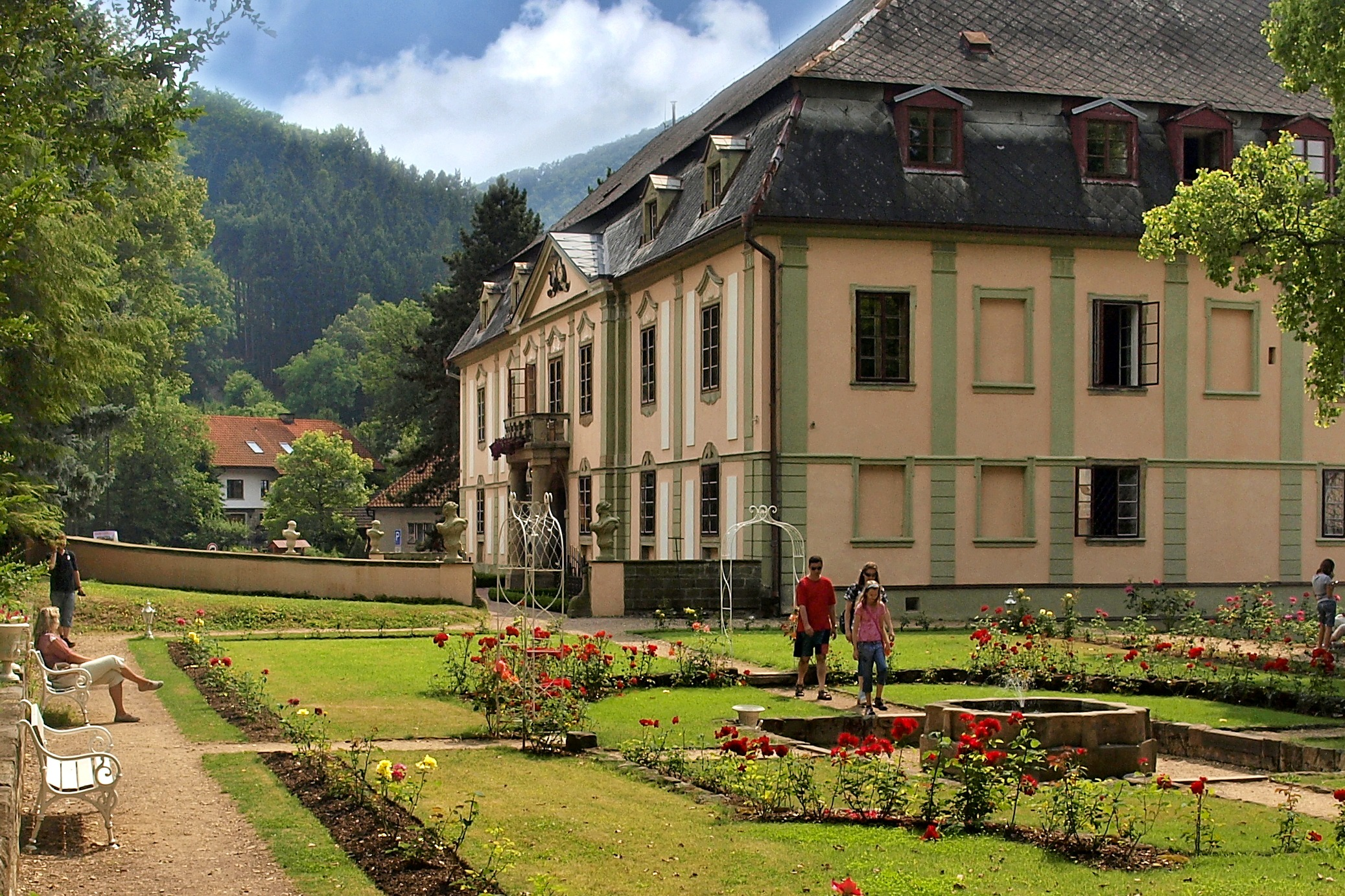
Ogród różany

Pałac wzniesiono w latach 1749-1755 według własnego pomysłu właściciela, hrabiego Jana Antonína Harbuvala Chamaré. Budowla miała być duchowym ekwiwalentem za opuszczony i zrujnowany zamek w Potštejnie, górujący nad miejscowością. Podstawą budowy nowej siedziby rodowej był kompleks dworskich budynków gospodarczych. Budowlę zaprojektował architekt Josef Jäger. Przy południowym skrzydle usytuowano kaplicę z półokrągłym ryzalitem. Dekoracja zewnętrzna najbogatsza była w obrębie elewacji wejściowej, gdzie dobudowano portal ujęty balkonem posadowionym na kolumnach. Wejście ozdobiono herbem właściciela, jego żony oraz datą 1749, kiedy to ukończono budowę tego skrzydła.
W latach 1945–1946 obiekt był wynajmowany przez Ambasadę Brytyjską na cele wypoczynkowe ambasadora. W 1949 przejął go Rewolucyjny Ruch Związków Zawodowych na ośrodek szkoleniowy dla urzędników i robotników, co przyczyniło się do licznych uszkodzeń, ingerencji budowlanych, a także wywiezienia lub rozkradzenia oryginalnego wyposażenia. Związki zawodowe opuściły budynek w 1989.

## Stan obecny
Jako obiekt turystyczny pałac uprzystępniono zwiedzającym w 2006. W 2010 otwarto angielski park pałacowy. Obecne wyposażenie obejmuje częściowo oryginalne, a częściowo wypożyczone z muzeów, meble i sprzęt, a także przedmioty prywatne rodziny Nováčkovych. Do zwiedzania przygotowano wystawę historyczną, salę marmurową, kaplicę Trójcy Świętej, park zamkowy, cukiernię oraz galerię wystawową. Organizowane są wycieczki tematyczne po okolicy lub zwiedzanie w kostiumach historycznych.